# 千秋令
《千秋令》是中國女子偶像團體AKB48 Team SH的第6張EP，分別收錄了團體首支原創曲《千秋令》、C/W曲《RIVER》及伴奏。主打曲由葉知恩擔任中心位置。主打曲《千秋令》獲得澳門電台節目《至愛旗艦》中至愛排行榜第三名。

## 概要
《千秋令》是AKB48 Team SH首支原創國風曲，其中音乐风格上融合了M-pop、EDM、Trap、R&B、Hard rock等多种元素；在舞蹈编排上即结合宫廷舞、敦煌舞、中国⺠族舞等元素；在服装上选用了流行的黑金色搭配，旗袍领、金色盘扣、流苏等中式元素与AKB48标志性的格纹。
《RIVER》是對AKB48第十四張單曲《RIVER》的歌詞重新填寫並收錄成中文版本，以“向前走别回头”的信念，描述少女們在追寻梦想的勇氣。

## 發行歷史
2021年
- 7月10日，主打曲《千秋令》MV預告發布[6]。
- 8月5日，於Apple Music、Spotify、YouTube Music等音樂流媒體平台發行數位單曲。
- 9月5日，於AKB48 Team SH 2nd Stage「戀愛禁止條例」公演中發表選拔成員。
- 9月6日，《千秋令》成員个人預告MV發布。
- 9月8日，主打曲《千秋令》正式版MV發布[7][8][9]。
- 9月30日，正式發行《千秋令》EP。
- 10月15日，39名成员的一番賞盲盒形式发行[10]。
- 11月24日，正式發行《千秋令》普通版EP。

2022年
- 6月6日，以音樂數字藏品形式發售[11][12]。

## 發行版本
- 普通版包括：1本歌詞本、1張CD、1張DVD、1張單人握手券及1張隨機成員生寫[13]。

發行版本封面：
| 版本   | 封面成員               | 備註 |
| ------ | ---------------------- | ---- |
| 普通版 | 「千秋令」選拔成員16人 |      |

## 收錄曲目
| CD       | CD                           | CD                                  | CD        | CD        | CD        | CD    |
| 曲序     | 曲目                         |                                     | 作曲      | 编曲      | 原曲      | 时长  |
| -------- | ---------------------------- | ----------------------------------- | --------- | --------- | --------- | ----- |
| 1.       | 《千秋令》                   | 王雷                                | 尼克斯NYX | 尼克斯NYX | 原創曲    | 5:25  |
| 2.       | 《RIVER》                    | 秋元康（原詞）、Manjusaka（中文詞） | 井上義正  | 井上義正  | 《RIVER》 | 4:41  |
| 3.       | 《千秋令》（off vocal ver.） |                                     |           |           |           | 5:25  |
| 4.       | 《RIVER》（off vocal ver.）  |                                     |           |           |           | 4:41  |
| 总时长： | 总时长：                     | 总时长：                            | 总时长：  | 总时长：  | 总时长：  | 20:12 |

| DVD  | DVD                          |
| 曲序 | 曲目                         |
| ---- | ---------------------------- |
| 1.   | 《千秋令》MV                 |
| 2.   | 《千秋令》MV Making 特典影像 |

## 選拔成員

### 千秋令
（中心成員：葉知恩）
- 正式成員：桂楚楚、胡馨尹、漸薔薇、劉念、毛唯嘉、施藹倍、施可妍、沈瑩、譚珺兮、吳安琪、葉知恩、鄒若男、曾鷥淳、翟羽佳
- 研修生：邱笛爾、謝雯婕

葉知恩首次擔任中心成員，三期生邱笛爾、謝雯婕首次參與選拔。施蔼倍自《迎向未来的风》相隔两作，翟羽佳自《冲吧！少女们》相隔三作回归选拔。上张EP的选拔成员之中，程安子、孔珂昕、梁时安、万芳舟、吴怡婷、张乔瑜、张倩霏、周念琪與朱苓本次未进入选拔名单。

### RIVER
（中心成員：劉念、毛唯嘉）
- 正式成員：桂楚楚、胡馨尹、孔珂昕、劉念、毛唯嘉、施藹倍、施可妍、沈瑩、譚珺兮、魏新、吳安琪、葉知恩、鄒若男、曾鷥淳、朱苓
- 研修生：周念琪

## 舞台公演
| 日期           | 平台／主辦方           | 活動名稱                                           | 備註          |
| -------------- | ---------------------- | -------------------------------------------------- | ------------- |
| 2021年6月27日  | ZAIKO                  | AKB48 Group Asia Festival 2021 ONLINE              |               |
| 2021年7月10日  | 嗶哩嗶哩               | BW次元舞台                                         |               |
| 2021年7月18日  | 中国国际动漫游戏博览会 | CCG EXPO 2021                                      |               |
| 2021年7月30日  | 快手                   | Chinajoy快手展台                                   |               |
| 2021年10月16日 |                        | 龍湖南京河西天街                                   |               |
| 2021年11月21日 | AKB48 Team SH          | 第二屆元氣嘉年華「全力以赴的舞台」－第一屆猜拳大會 |               |
| 2021年12月7日  | 上海合生滙             | 點亮聖誕季                                         |               |
| 2021年12月30日 | 莎蔓莉莎               | 莎蔓莉莎之夜                                       |               |
| 2021年12月31日 | 金茂科技城豐茂裡       | 新豐音樂節                                         |               |
| 2022年1月16日  | 百視TV                 | 百視TV星願夜                                       |               |
| 2022年2月12日  | 澳門特別行政區         | 一意一心馬拉松音樂會                               | [ 16 ] [ 17 ] |

## 外部連結
- 官方頻道影片（简体中文）
  - bilibili上的《千秋令》正式版MV
  - YouTube上的《千秋令》正式版MV